# 左冠状動脈
左冠状動脈（ひだりかんじょうどうみゃく、left coronary artery、LCA）は、大動脈弁の左冠尖の上で大動脈から分岐し、心筋の左側に血液を供給する冠状動脈である。

## 分枝
10～25 mm走り、その後左前下行枝と左回旋枝に分岐する。ときどき、さらなる動脈が左主動脈の分岐点で発生し、分岐点を形成する。

## 他のイメージ

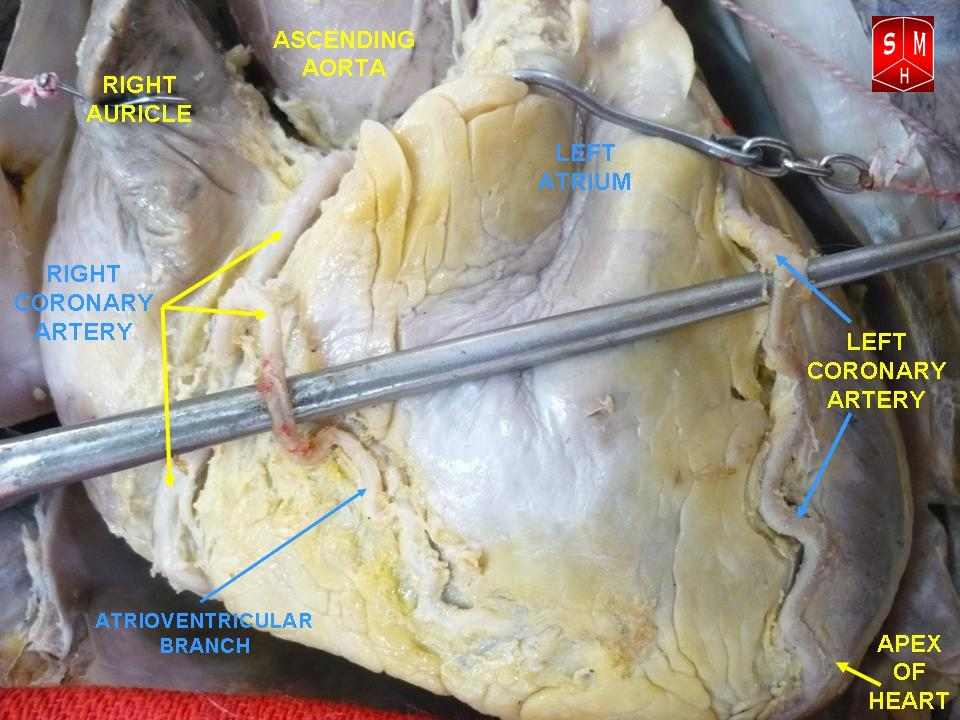
左冠状動脈
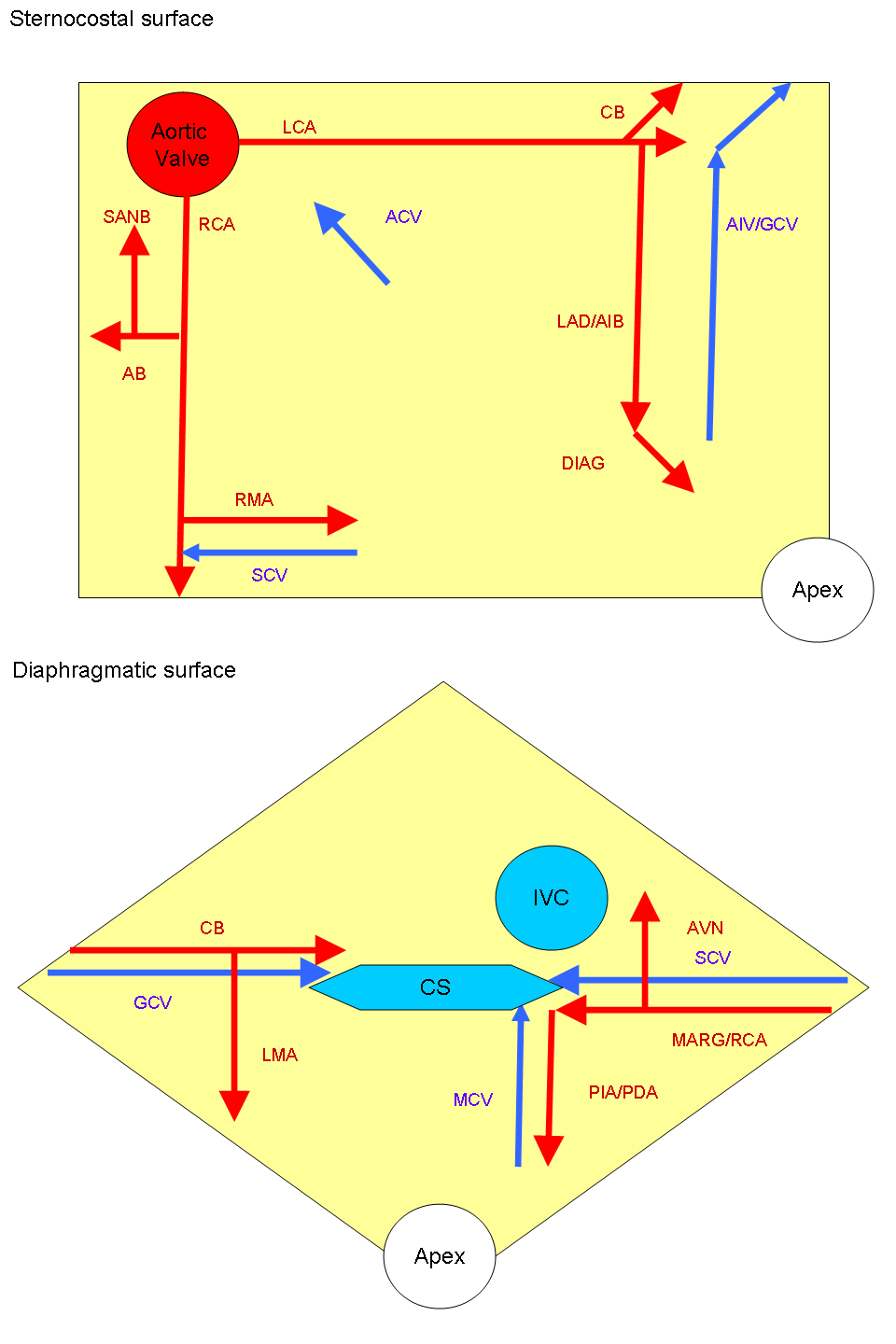
心臓の血管
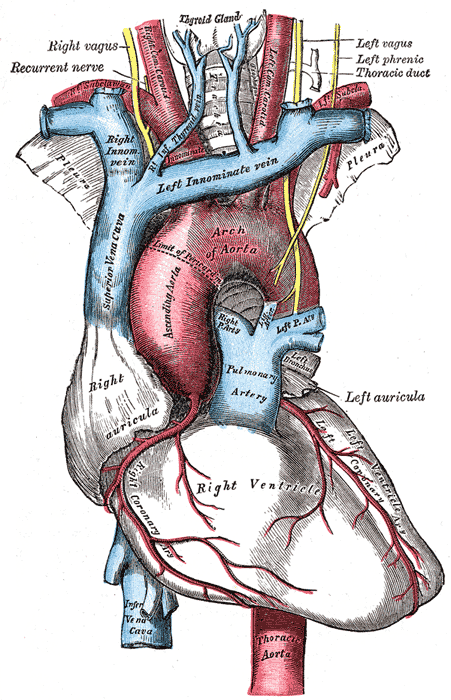
大動脈弓とその分枝
弓の図
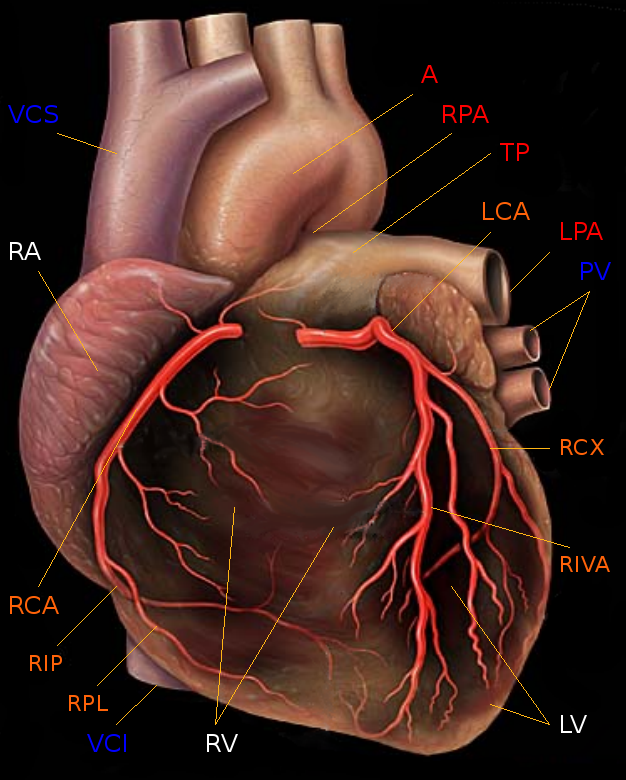
冠状動脈とヒトの心臓
心臓の左側冠状動脈の図
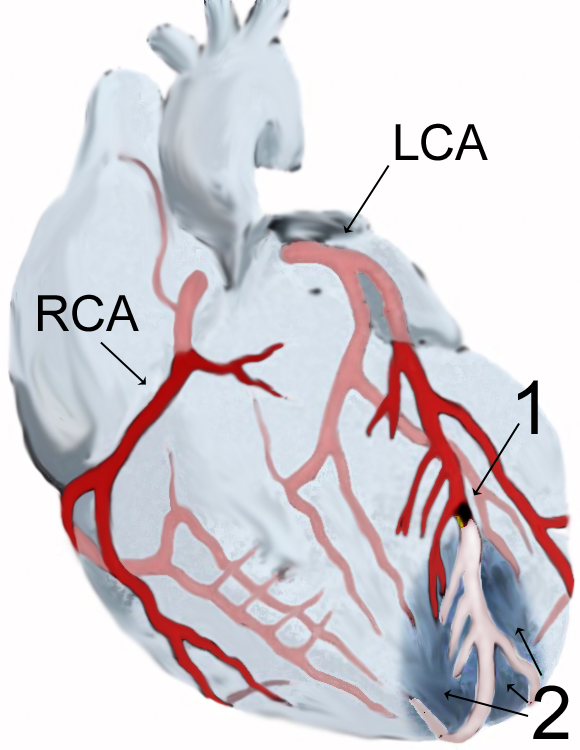
心筋梗塞の図
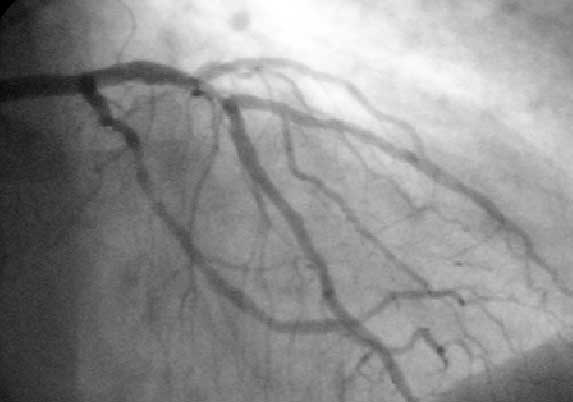
冠血管造影図
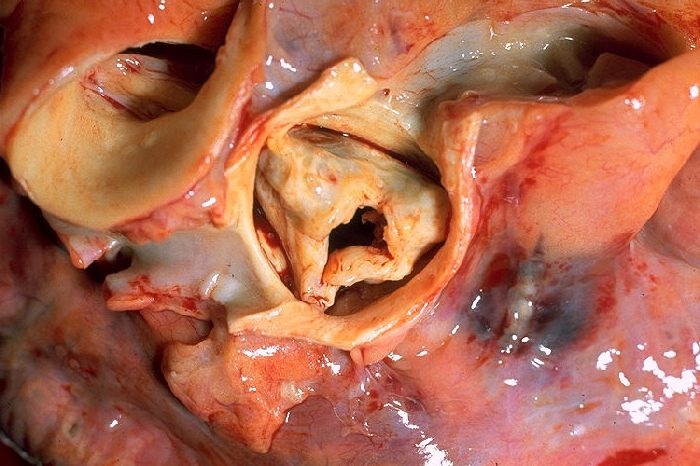
冠状動脈の冠状動脈口と近位部を示す部検試料
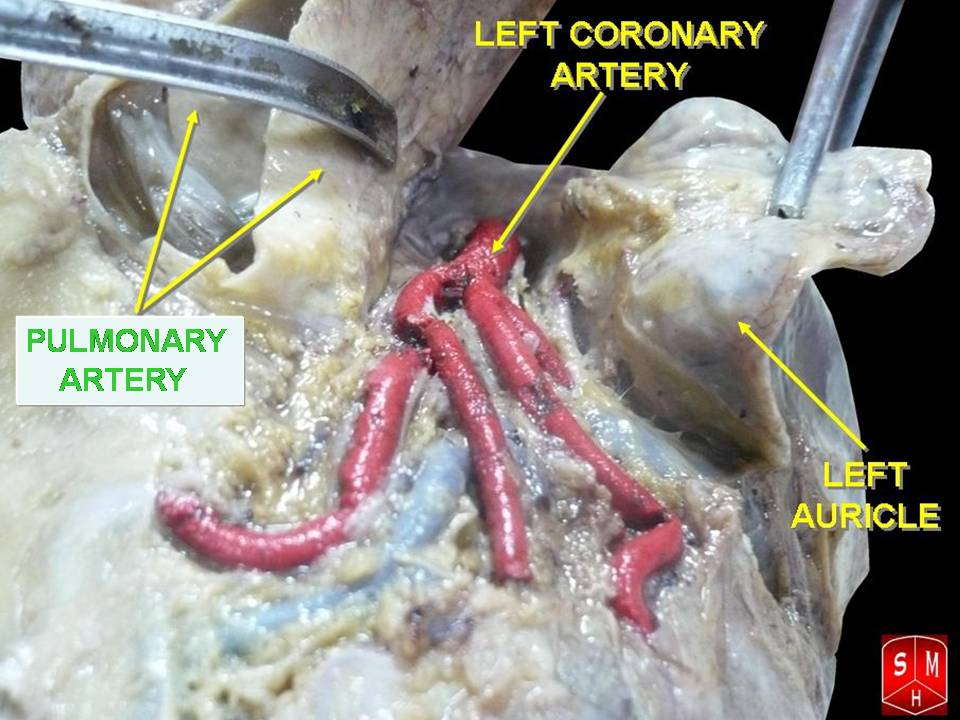
左冠状動脈
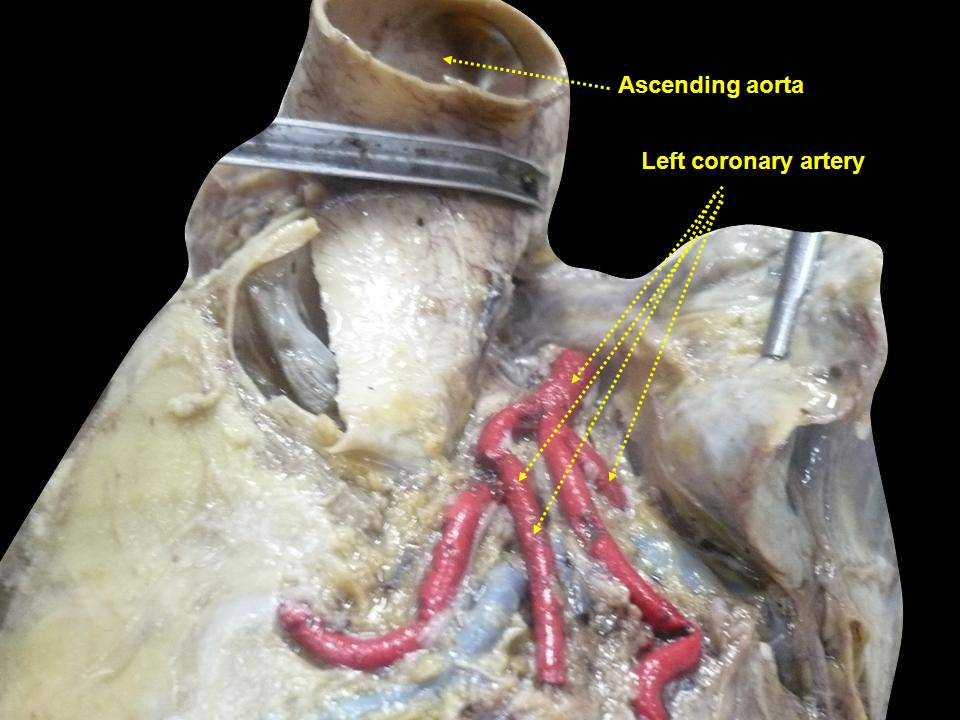
左冠状動脈（プラスティネーション）
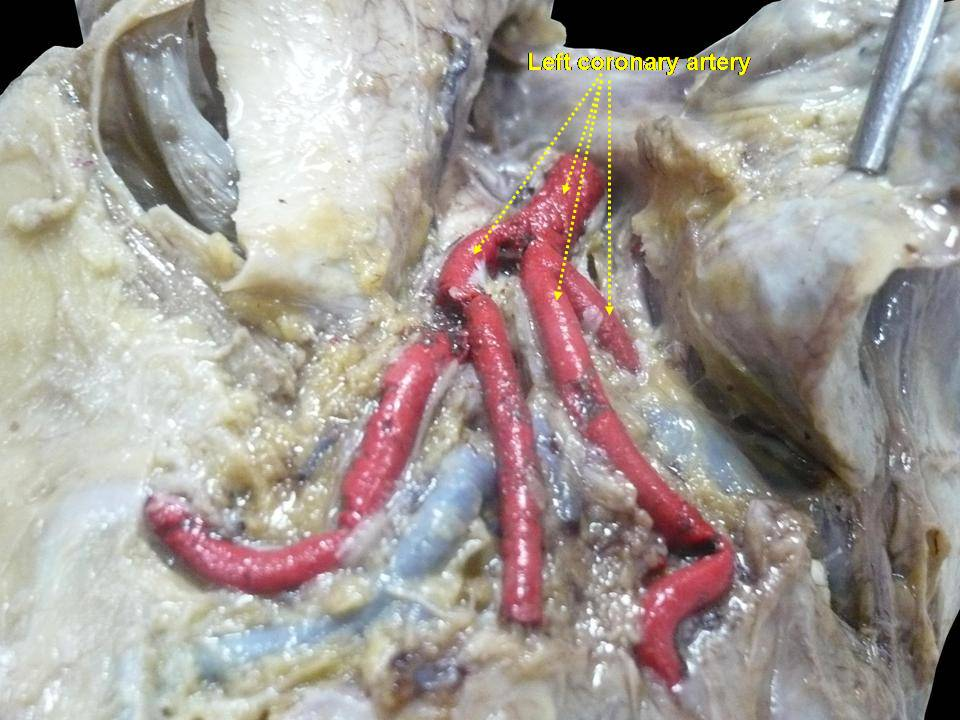
左冠状動脈（プラスティネーション）